# Markha Valenta
Markha Valenta (Los Alamos (Nou Mèxic, Estats Units d'Amèrica), 29 de juliol de 1967) és professora del Departament d'Història de la Universitat d'Amsterdam i investigadora interdisciplinària de la mateixa institució.
Markha Valenta fou filla de Milton Valenta i de l'escultora i professora Barbara Simons-Valenta (Manhattan, EUA, 1937 - Staten Island, N.J. (EUA), 2003).
Els seus projectes d'investigació actuals giren al voltant de la relació entre democràcia i diversitat etnicoreligiosa a tres ciutats del món: Amsterdam, Nova York i Mumbai. La seva investigació també aborda les trobades de les nacions estat de l'Europa occidental amb la població musulmana, amb especial èmfasi als Països Baixos i els Estats Units. Duu a terme tasques d'assessora per al Scientific Council for Government Policy holandès, estudiant la relació de l'estat amb la religió.